# مبنى مكتبة سبوكان العامة (فرع الجانب الشرقي )
مكتبة سبوكان العامة - فرع الجانب الشرقي هي مبنى تاريخي في سبوكان ، واشنطن. صمم بواسطة المهندس المعماري ألبرت هيلد، وبُني عام1913 تبرع من أندرو كارنيجي. استخدم كمكتبة إلى عام 1980. تم إدراجها في السجل الوطني للأماكن التاريخية منذ 3 أغسطس 1982.